# The day after Roswell
The day after Roswell (en español: “El día después de Roswell”) es un libro estadounidense de ovnilogía o ufología relacionado al incidente OVNI de Roswell. Fue escrito por Philip J. Corso (entonces coronel retirado del Ejército de los Estados Unidos), con la ayuda o colaboración del conocido ufólogo William J. Birnes y fue publicado en 1997 por la editorial Pocket Books.
El libro afirma que una supuesta nave extraterrestre se estrelló en cercanías de la localidad de Roswell, en el estado de Nuevo México en julio de 1947, y que habría sido recuperada por el gobierno norteamericano, el cual posteriormente habría puesto en marcha una operación de encubrimiento al respecto.
La mayor parte del libro consiste en un recuento de las afirmaciones del Coronel Corso respecto de que habría sido asignado a un programa gubernamental secreto que habría provisto a la industria privada de algunos elementos de tecnología avanzada de la nave extraterrestre supuestamente siniestrada y recuperada, sin decir de dónde provenían las piezas. La obra asevera que algunos productos de la tecnología moderna, como los rayos láser, los circuitos integrados, los lentes de visión nocturna y los cables de fibra óptica habrían sido desarrollados a partir de la ingeniería inversa (reverse engineering) aplicada a dicha supuesta aeronave.
El Coronel Corso también iba más allá, alegando que el mundo se encontraba “en guerra” con los extraterrestres y que el proyecto Iniciativa de Defensa Estratégica (SDI, más conocido popularmente como Star Wars o “Guerra de las galaxias”) formaba parte de una campaña que habría concluido exitosamente a favor de la Tierra.
La obra concluye mencionando el muy ambicioso “Proyecto Horizonte” (Project Horizon) de finales de la década de 1950, el cual consistía en un plan elaborado por parte del Ejército de los Estados Unidos para instalar eventuales bases militares en la Luna.

## Prólogo problemático
Cuando el libro fue lanzado al mercado, contenía un prefacio escrito por Strom Thurmond, a quien Corso había una vez servido como ayudante militar. Thurmond escribió en el mismo: “Él [Corso] tiene muchas historias interesantes que compartir con los individuos interesados en la historia militar, el espionaje y los trabajos de nuestro gobierno”. El prólogo no contenía ninguna mención a los OVNIs, ya que Thurmond había asumido que el libro equivalía directamente a unas memorias. Cuando se enteró del contenido del libro, Thurmond pidió la retractación o eliminación de su prólogo, diciendo que “No sé de tal ‘encubrimiento’ y no creo que haya existido uno”.

## Recepción
El libro apareció en la lista de los más vendidos del diario The New York Times durante varias semanas en los meses de julio y agosto de 1997. pero también recibió varias críticas desfavorables. Al respecto, la asociación Publishers Weekly aconsejó que el libro de Corso “es sólo para las pocas bibliotecas especiales que han hecho de documentar lo no convencional una prioridad en sus colecciones”.
En 2009, el periódico británico The Guardian incluyó al libro en su lista de 10 grandes fraudes literarios (Top Ten literary hoaxes), aunque no explica las razones para incluirlo.